# Tuile

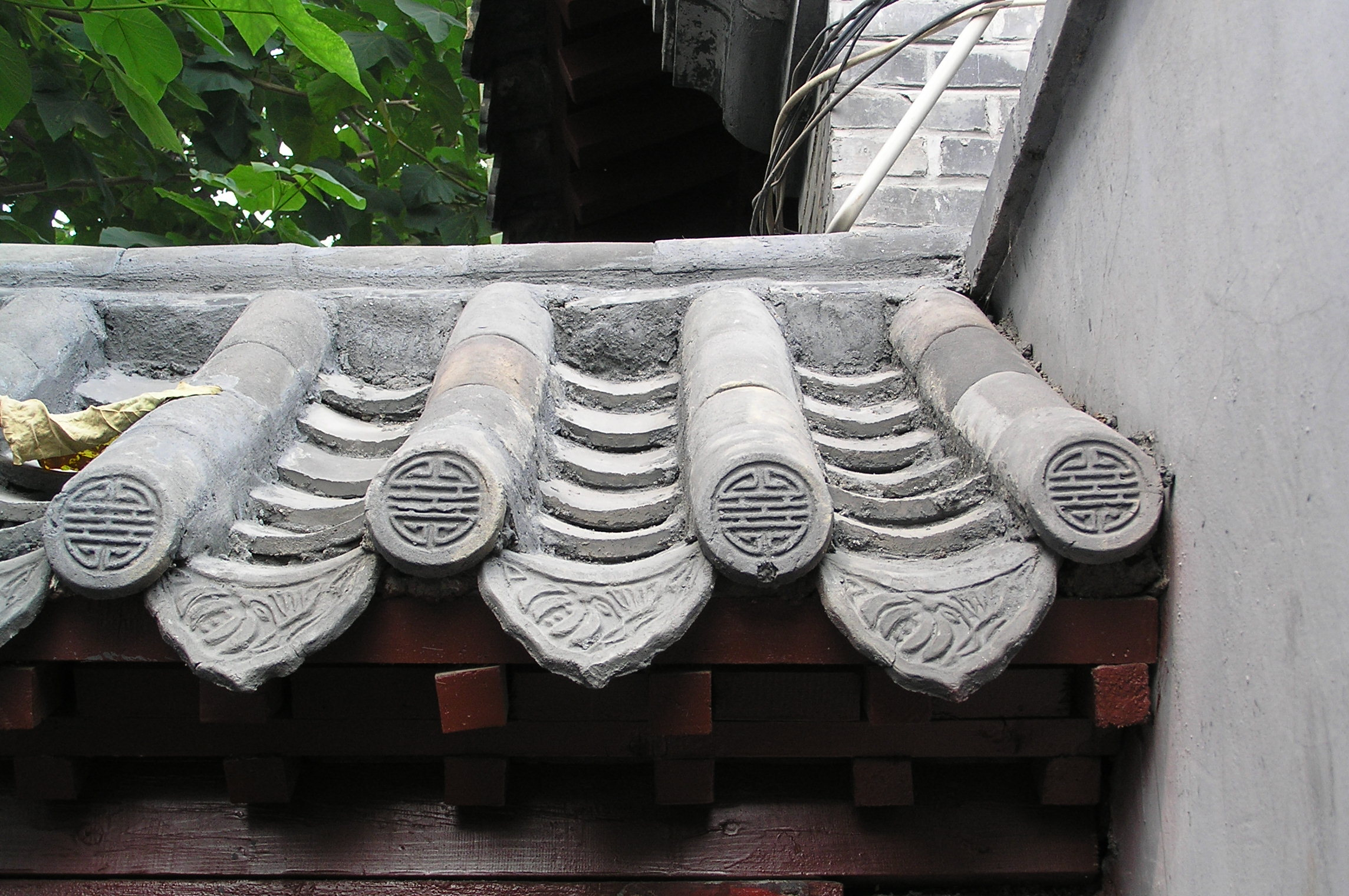
Toiture de tuiles (et tuiles d'about) dans un hutong, Chine

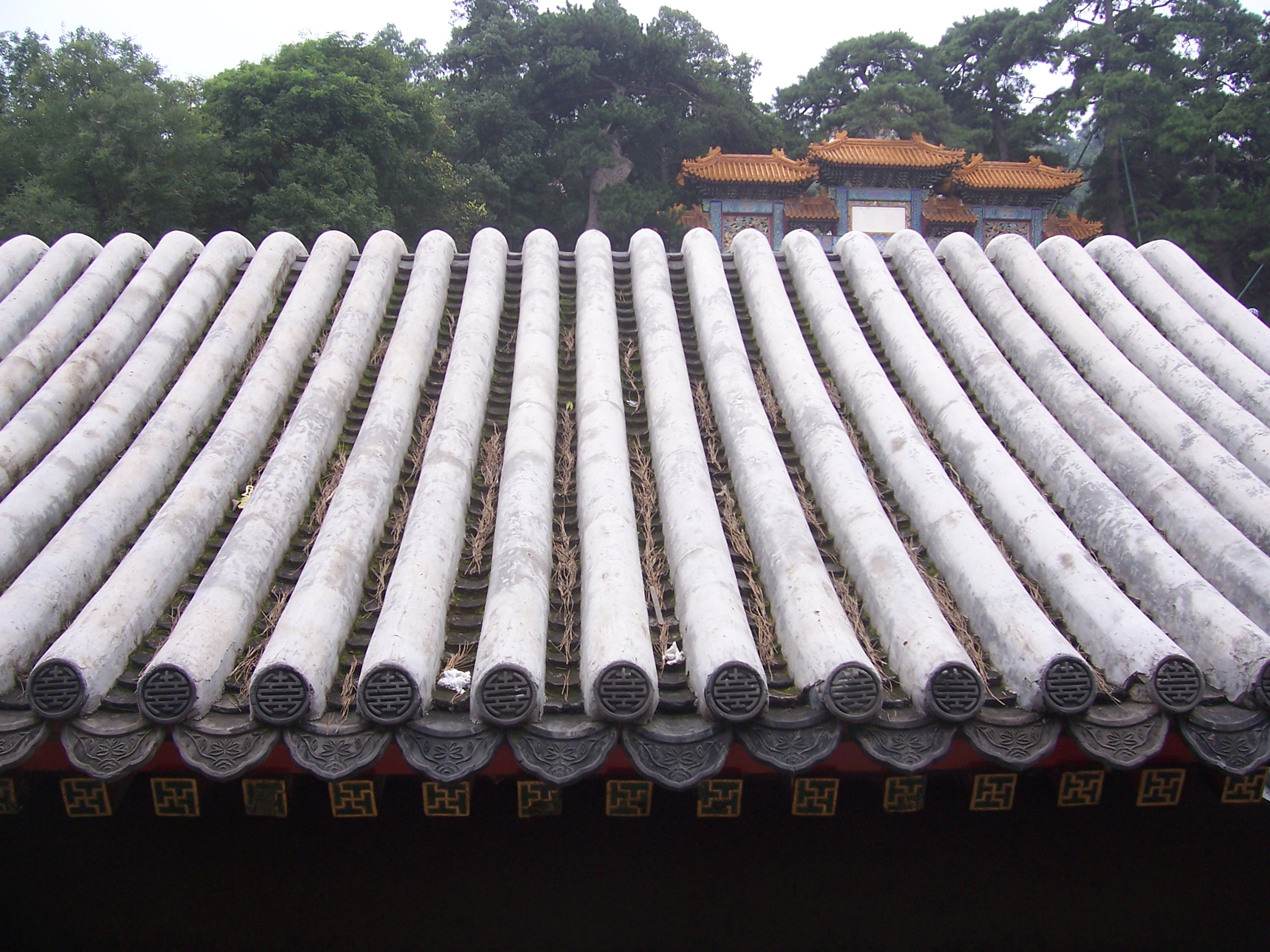
Toit chinois en tuile au palais d'été (Beijing)

Pour l’article homonyme, voir Bouclier thermique pour les tuiles d'engin spatial.
Pour l’article homonyme, voir Tuile (homonymie).
Une tuile   est un élément de construction utilisé dans le bâtiment comme pièce de couverture de bâtiment et de chaperon de mur. Ce terme dérive du mot latin tegere qui signifie « couvrir ». La forme tuile est due à la métathèse du i de tiule. Le terme toit dérive aussi du latin tegere. Les tuiles sont généralement fabriquées dans des tuileries.
Les tuiles sont le plus souvent en terre cuite, quelquefois en béton de ciment voire autrefois en pierre (dans la Grèce antique, des temples furent couverts de tuiles en marbre, inventées selon Pausanias par un certain Byzès de Naxos, qui le premier tailla le marbre en forme de tuile). Des tuiles de bronze doré couvraient la coupole et le fronton du Panthéon (Ier siècle av. J.-C.), aujourd'hui remplacées par des tuiles en terre cuite.

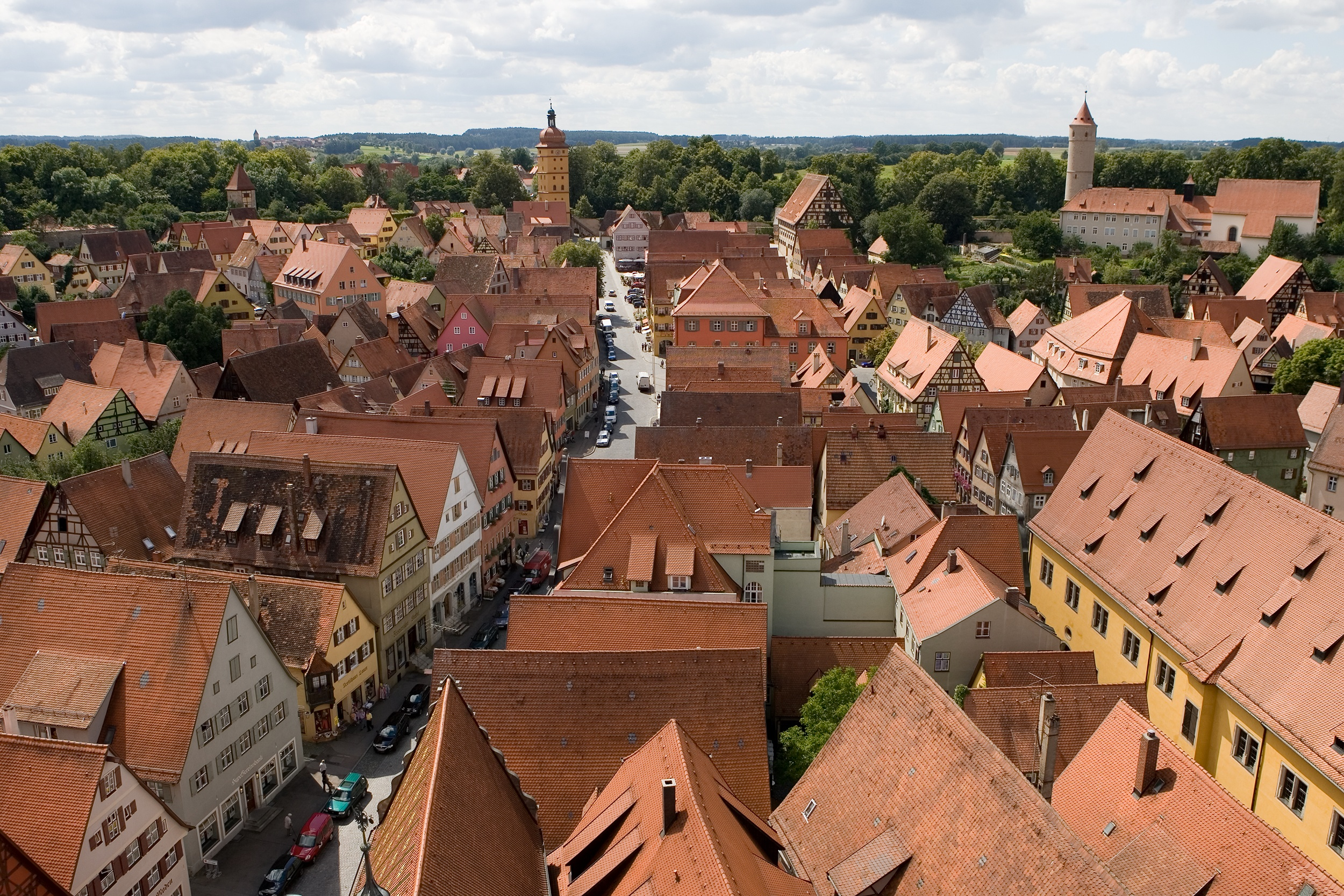
Toits en tuile à Dinkelsbühl en Allemagne.

Il existe plusieurs types de tuiles, décrits ci-après. Les régions où l'argile est abondante en utilisent le plus (en plaine, à moins de 500 mètres d'altitude en général). Elles sont assez lourdes pour ne pas s'envoler facilement sur des pentes de toit faibles et peuvent être clouées ou fixées par crochets ou des vis sur des toits pentus. Seule la tuile plate mince fixée est facilement utilisée jusqu'à la verticale. En 2005 apparaissent des bardeaux solaires ou tuiles solaires captant la chaleur ou produisant de l'électricité photovoltaïque .

## Différents types de tuiles
Il y a la tuile plate, la tuile canal, la tuile panne, la tuile à emboîtement, et la tuile en bois.

### Tuile plate

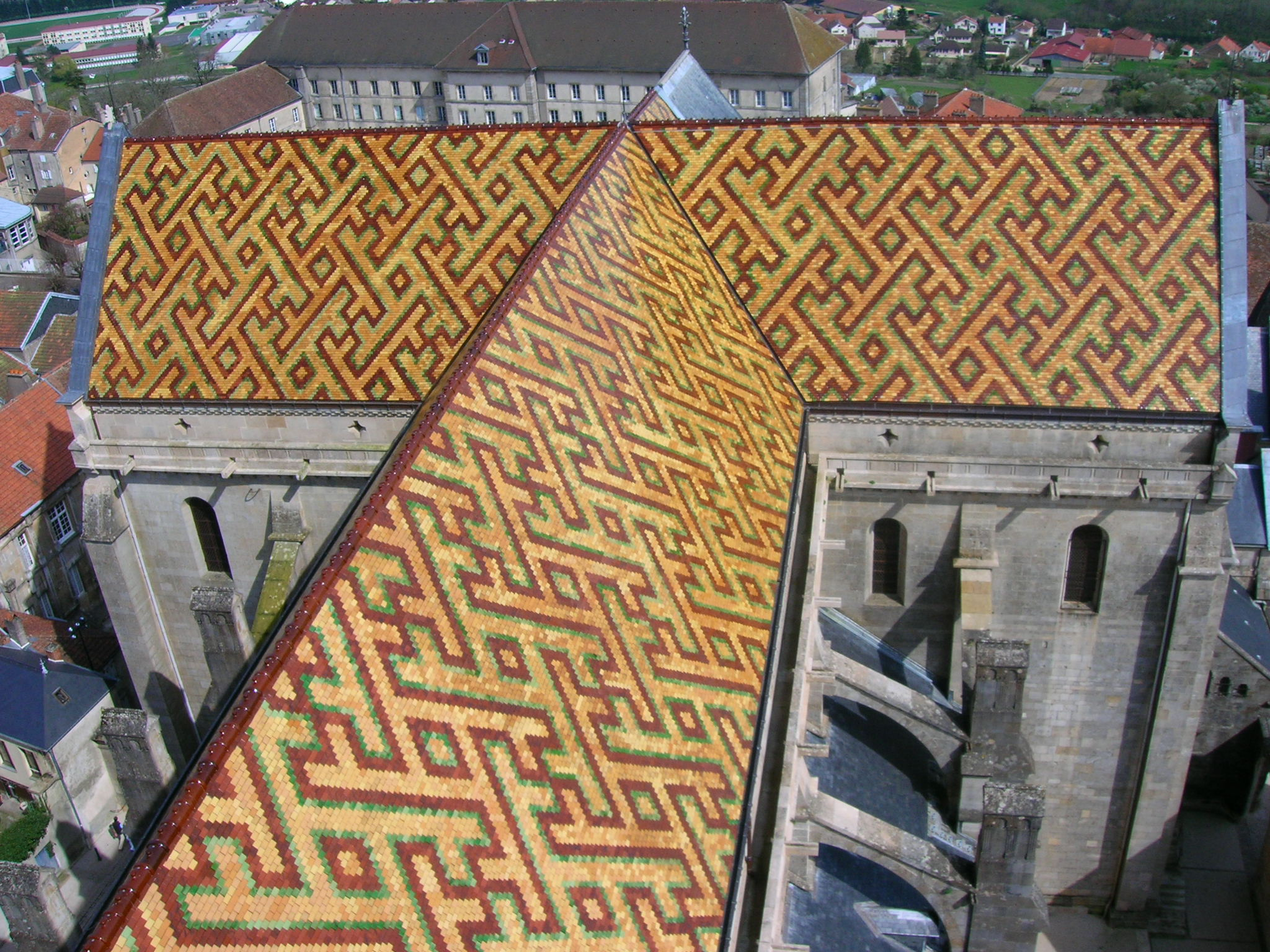
Cathédrale de Langres (Haute-Marne)

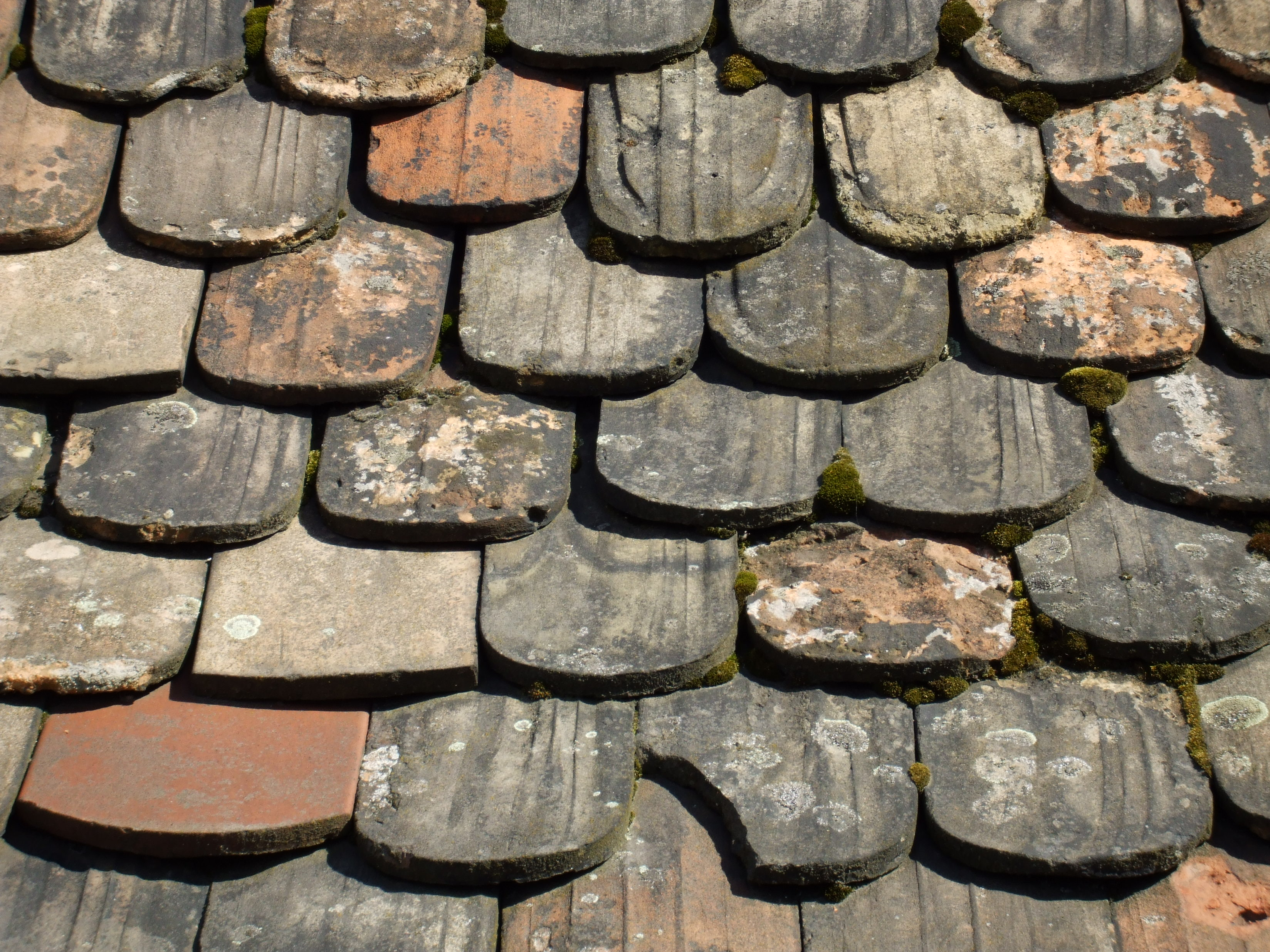
Tuiles alsaciennes dites Biberschwanz (« queue de castor »)

La tuile plate de forme rectangulaire, garnie au dos d'un ergot permettant de l'accrocher aux liteaux, est la tuile historique du Bassin parisien, conçue pour des toits dont la pente fait 45° voire un peu plus, de même que l'ardoise qui la remplace dans les régions où existent des gisements (Bretagne, Maine, Anjou, Ardennes, Massif Central, ainsi que certaines régions pyrénéennes). Elle est présente sur une grande partie du territoire français, y compris dans le Sud-Ouest (Périgord, Quercy et jusqu'en Béarn), hormis les zones de plaine où prédomine l'architecture de tradition méditerranéenne.
Elle survit à Paris même sur les plus anciennes constructions restées intactes au centre des anciens villages absorbés par la ville, comme le village de Vaugirard au cœur du 15e arrondissement.
Cette tuile est fréquemment appelée « tuile bourguignonne » ou « tuile de Bourgogne », bien qu'elle ne soit aucunement spécifique à cette région et ne soit pas présente dans la totalité de celle-ci (à partir de Tournus en Saône-et-Loire apparaissent les tuiles canal et les toits à faible pente). En fait, la particularité bourguignonne réside dans l'utilisation, sur des bâtiments de prestige (églises, châteaux), de tuiles plates vernissées de différentes couleurs, appareillées de façon à produire des motifs géométriques variés, tels qu'on peut les admirer sur les toits des hospices de Beaune, de la cathédrale de Langres,…
La même tuile est également présente dans la plus grande partie de l'Angleterre (sauf, là encore, là où elle est concurrencée par l'ardoise), qui l'a transmise jusqu'aux États-Unis et en Australie.
Dans l'Est de la France, en Franche-Comté et particulièrement en Alsace, apparaît une variante généralement de plus grand format et de proportions plus oblongues, caractérisée par son côté inférieur arrondi (raison pour laquelle on parle alors de « tuiles en écailles » ou de Bieberschwanz (« queue de castor' »). Celle-ci domine également dans toute l'Allemagne centrale et du Sud, ainsi qu'en Suisse et dans pratiquement toute l'Europe centrale.
L'avantage de cette tuile, c'est que la pose peut se faire de plusieurs manières différentes :
1. La pose « simple » : les tuiles sont posées côte à côte, les jointures alignées dans le sens vertical. L'étanchéité du joint entre deux tuiles est assurée par une étroite et mince languette de châtaignier, l'échandole ou « Schendel ». Elle était utilisé de préférence pour couvrir les toits des granges et des dépendances (les surfaces non-habitées).
2. La pose « double » : les tuiles se recouvrent de moitié en hauteur grâce à l'arrondi de la tuile, et les rangs sont également décalés de moitié latéralement, ainsi les interstices ou jointures des tuiles sont toujours recouvers par la tuile du dessus et dessous, on gagne ainsi en efficacité en supprimant le recours aux échandoles pour assurer l'étanchéité et une meilleure tenue au vent mais on augmente le poids ; elle est souvent réservée pour la couverture de l'habitation principale (de la ferme).
3. La couverture « couronnée » ou à l'allemande est une variante, plutôt rare, de la précédente : les lattes de toit étant plus espacées, le nez de la deuxième rangée de tuiles s'accroche non pas à la latte elle-même, mais aux talons des tuiles de la première rangée et ainsi de suite.

### Tuile canal

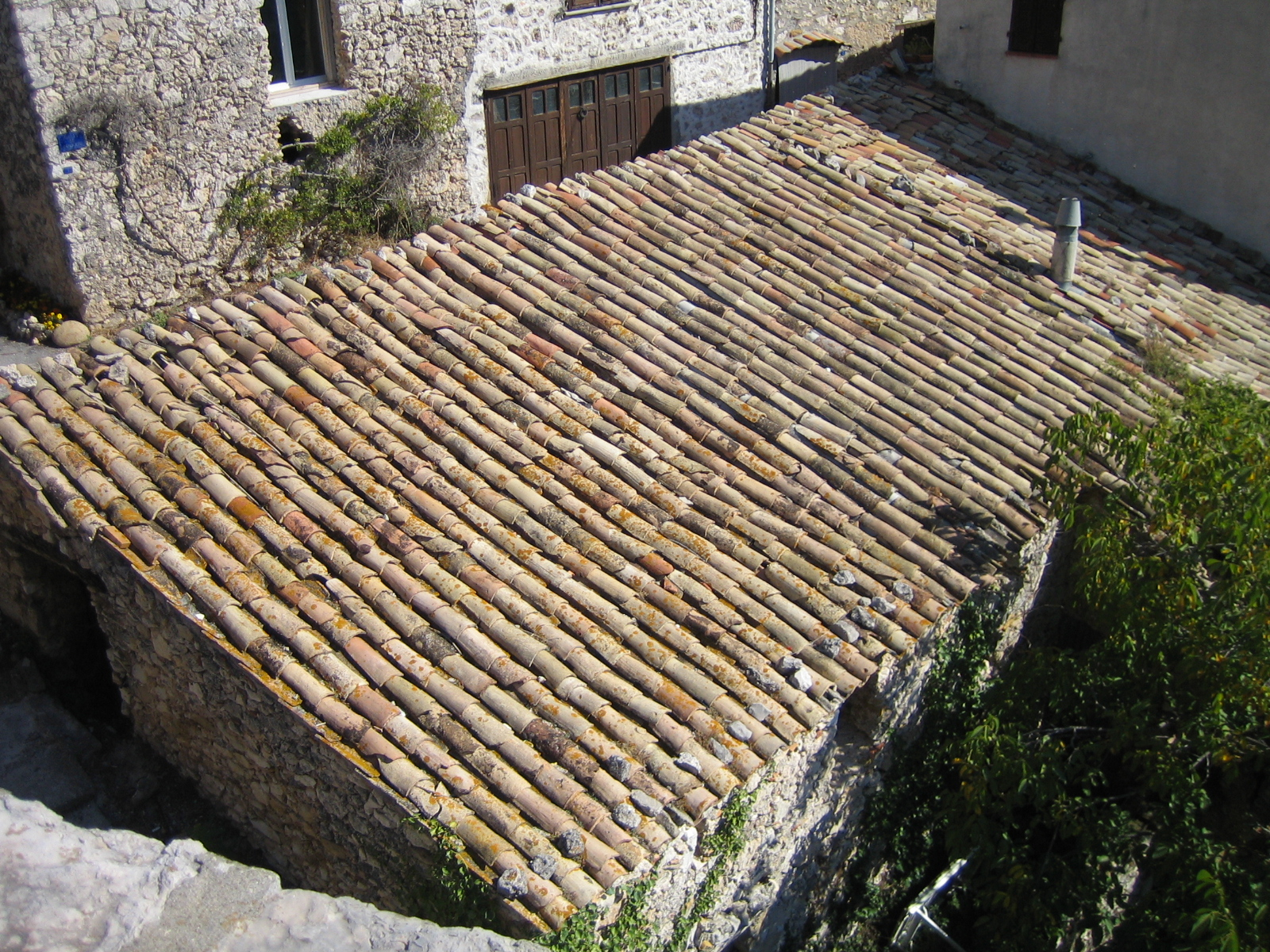
Toit en tuile canal d'une bergerie située dans la commune de Bouyon (Alpes-Maritimes)

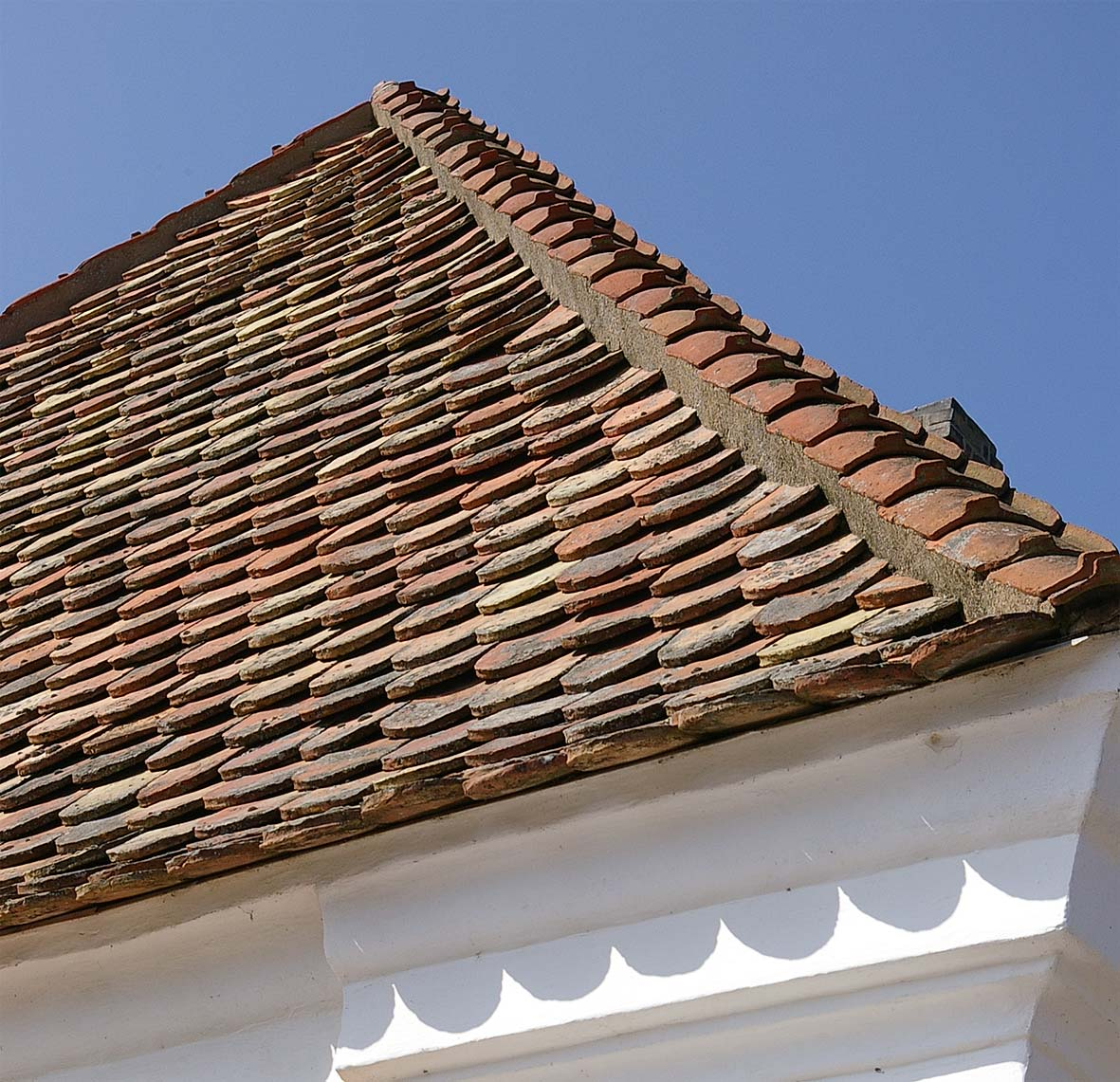
Toit à Skanör en Suède, avec utilisation d'une tuile posée à l'envers sur les angles (construction de 1777)

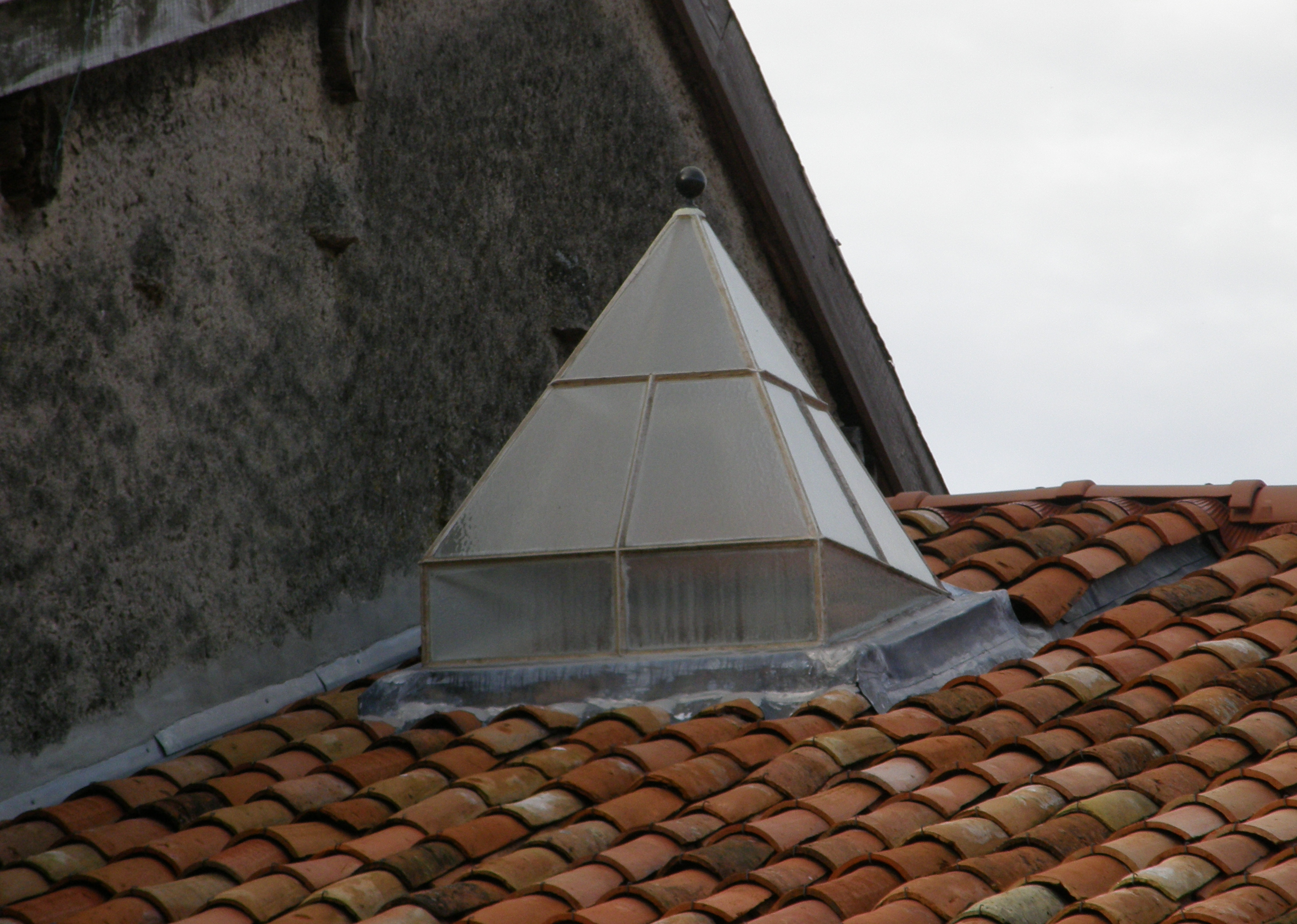
Toit refait à neuf en tuiles romaines dans le nord de la Meuse

La tuile canal, appelée aussi tuile ronde, tuile creuse ou tuile méditerranéenne, très utilisée dans le sud de la France, s'inspire des formes et surtout de l'aspect, une fois posée, des tuiles romaines telles qu'on peut encore en voir sur les toitures des vieux quartiers des villes italiennes. Ces tuiles étaient de forme différente selon qu'il s'agissait de la tuile du dessous, plate avec deux bords latéraux relevés, ou de celle de dessus, de section semi-circulaire (tegula et imbrex).
Les tuiles canal, qui ont voisiné en France avec les tuiles romaines, étaient fabriquées moulées à partir d'un à-plat de terre de forme rectangulaire et ensuite coupées sur les bords au moulage ou bien à partir d'un trapèze de terre. Un ergot moulé en bout extrême pour accrochage à la volige ou ergot en bout correspondant au pureau (partie découverte) permettait l'accrochage sur les pentes assez fortes (à partir de 30°). Ces tuiles historiques étaient scellées avec des patins de mortier, au mortier de chaux dans certains cas de froidure de climat. La tuile canal ne supporte pas la neige qui s'insère, les forts vents qui font refluer l'eau dessous.
La tuile canal historique a un profil de creux plutôt fort et même ogival, ou assez aplati selon la région qui va de la Vendée (où elles sont toutes scellées (pour résister au vent qui les déplacerait et la pluie battante) à l'Alsace (petit module au Moyen Âge) et Lorraine en passant par l'Aquitaine et la Provence, on en trouve aussi en Champagne orientale (sur des bâtiments ruraux construits en profondeur et dont les toits étaient à faible pente). 
La tuile canal est essentiellement une tuile méridionale.
La tuile de courant historique est plus large que la tuile de couvert. Elle est en général posée simplement sur un voligeage horizontal calée par des morceaux de tuile (casseaux) posés creux vers le bas ou bien calée par des lattes verticales. Les tuiles canal voisinent traditionnellement dans l'architecture de certaines régions (Périgord par exemple) en toiture à plusieurs pans avec des pans couverts avec des ardoises ou des lauzes. La tuile est posée ordinairement en alignement des rangs et plus rarement en quinconce de rangs avec ressaut entre les rangs permettant une pente plus forte sans glissement (le bas du creux de la tuile de courant supérieure reposant sur le haut du dos de la tuile de couverture elle-même au-dessus des bords jointifs des tuiles de courant inférieures). La tuile canal historique est posée par des maçons expérimentés (qui utilisent fortement le mortier et rendent la toiture en général assez lourde et avec un risque de glissement) ou des couvreurs qui utilisent plutôt des cales faites de morceaux. On utilise donc soit du mortier soit une chanlate bois suivant son métier pour la tuile d'égout. Un chéneau peut être disposé en imbrication sous la tuile d'égout (peu courant). La rive de toiture quelle que soit sa façon est protégée par des tuiles de couvert mises en couches (jusqu'à trois).
La tuile canal historique couvre des toitures rampantes (8 % de pente maximum), ou des terrasses non accessibles cachées ou non par des murs acrotères, le matériau étant de faible estime pour les architectes classiques. Elles présentent des difficultés pour couvrir des pans coniques dont les alignements dans le sens de la pente se réduisent de deux à un à certains niveaux : cela demande des tuiles de rang supérieur plus larges pour en recouvrir deux. Elles rendent quasi impossible la couverture des dômes. Les tuiles peuvent être vernies ou émaillées et sont alors plus résistantes. Les tuiles historiques sont remplacées sur les monuments par des tuiles récupérées ou artisanales. Les tuiles canal associées aux carreaux (brique plate) permettent de constituer des avant-toits, les génoises.
La légende veut qu'autrefois, pour lui donner sa forme, l'argile à l'état de pâte était moulée sur la cuisse, en précisant parfois « sur la cuisse de femmes... », ce qui pourrait avoir un rapport avec le qualificatif, encore attaché aux tuiles canal de grandes dimensions, de: « tige de botte ». En fait, on se servait de gabarits en bois sur lesquels la pâte, préformée en galette, était plaquée.
Les tuiles canal, telles qu'elles sont fabriquées de nos jours, sont en général identiques par leur forme, qu'il s'agisse de la tuile du dessous (tuile « de courant ») aussi bien que de la tuile du dessus (imbrice ou tuile « de chapeau » ou « de couvert »). Elles sont de section tronconique : le diamètre de base est plus petit à une extrémité qu'à l'autre (le diamètre de base extérieur du haut de la tuile est le même que celui de l'intérieur du bas de la tuile, ce qui permet de les emboîter). Elles sont fabriquées mécaniquement par extrusion (filées) au travers d'une filière de section demi-circulaire, puis par découpage des bords de façon à obtenir la forme tronconique requise.
Des moulures préfabriquées imitent la frise donnée par la tuile canal.
L'assemblage généralisé actuel des tuiles canal est le plus simple. Il est fait sur voligeage horizontal ou bien sur lattes suivant la pente. Il est classique, fait deux par deux, une tuile dessous (de courant) avec le dos en bas et petit bout en bas, une tuile dessus (de couvert) avec le dos en haut, les alignements de tuiles superposées mises en tête-bêche. Ainsi l'eau qui ruisselle sur le dos des tuiles de dessus est recueillie par le canal que constituent les tuiles de dessous. L'égout peut être constitué des tuiles de courant, on y ajoute aussi une gouttière pendante. Des tuiles de rive standard existent pour les pignons.
L'étanchéité de ces toitures, généralement de faible inclinaison (15 à 30 %), étant limitée par le manque de recouvrement, des films plastiques ou des enduits de bitume sont disposés en sous-face des tuiles qui doivent être ventilées.

### Tuile panne
Fréquemment appelée aussi « panne flamande », c'est une tuile généralement de larges dimensions, caractérisée par sa section en S et son double emboîtement latéral et supérieur. Fortement associée à l'architecture flamande-néerlandaise et à la civilisation hanséatique, elle est répandue le long des côtes de la mer du Nord et de la Baltique, y compris dans les pays baltes et jusque dans le sud de la Finlande. On la rencontre également dans l'est de l'Angleterre. Elle est traditionnellement présente en France au nord de la Somme.

### Tuiles à emboîtement
En 1841, Xavier Gilardoni invente une tuile à emboîtement (improprement appelée "tuile mécanique") et à canaux d'écoulement intérieur, inspirée du principe de la tuile flamande historique et économisant poids et surface en évitant la fixation individuelle de chaque tuile sur la charpente comme c'est le cas pour les tuiles plates. Facile d'emploi, stable au vent, elle peut s'adapter à toutes les pentes de toits. Souvent décriées pour leur aspect banal, ces tuiles industrielles ont été par la suite déclinées dans différents profils et coloris visant à leur conférer un meilleur aspect esthétique

### Tuiles en bois

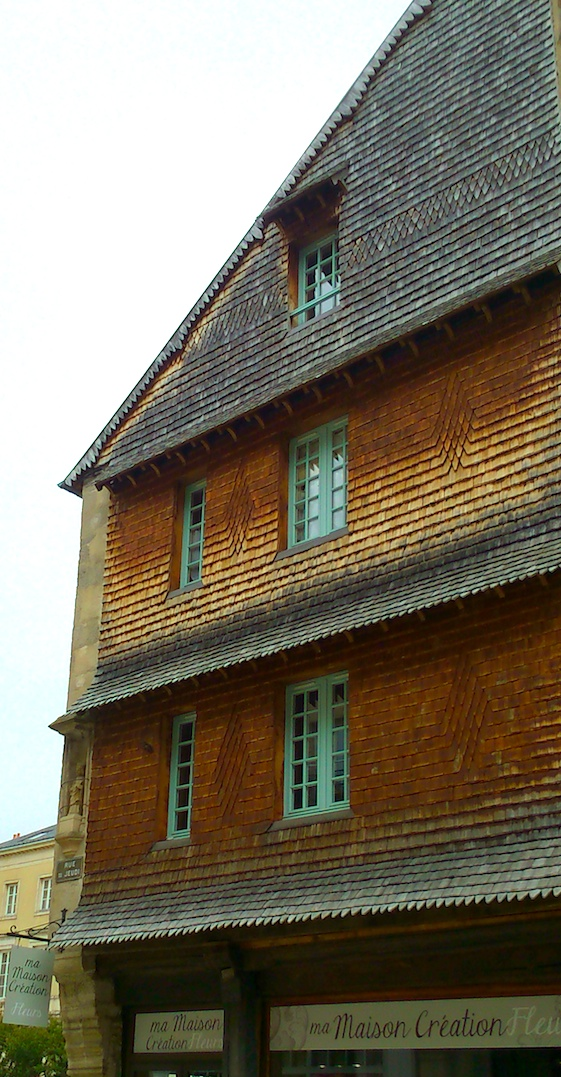
Façade ancienne recouverte de bardeaux de châtaignier, à Alençon.

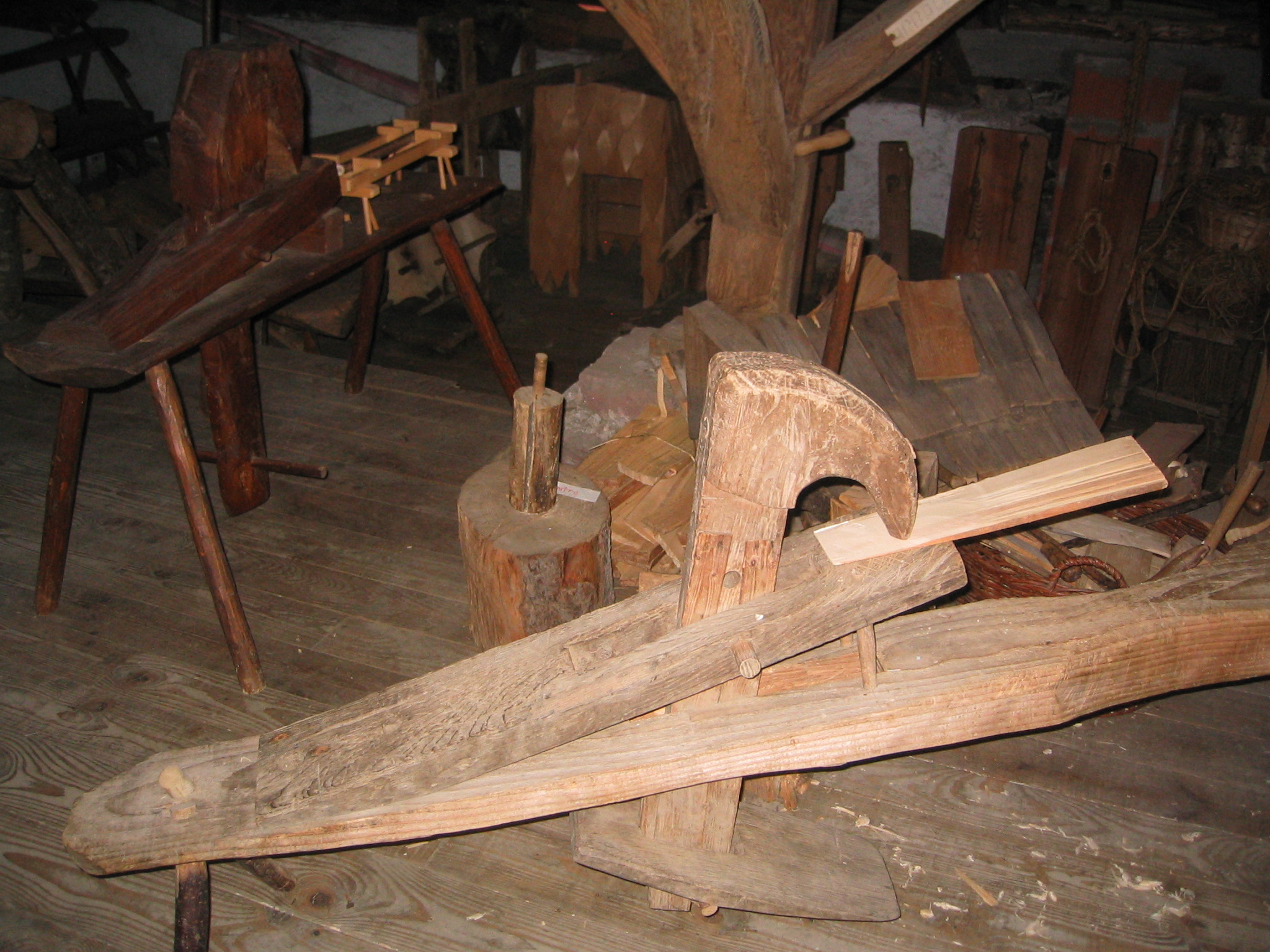
Fabrication traditionnelle des essis (tuiles en bois) dans les Vosges

Les tuiles ou bardeaux en bois, comme l'essi (ou essie) utilisée dans les Vosges ou l'ancelle et le tavaillon, utilisés dans le Jura et les Alpes, ont été de tous temps très employées dans les régions de montagne, mais aussi en Normandie où elles sont appelés essentes. Une grande partie des maisons du Mont-Saint-Michel sont ainsi couvertes de tuiles en bois. L'église Sainte-Catherine à Honfleur dans le calvados est également protégée par des essentes en façade et sur son clocher séparé. Travaillé par fendage, le bois de châtaignier, fibreux et capable de résister très longtemps aux agents naturels, est préféré dans cette application, mais on emploie aussi le chêne, plus coûteux, ainsi que le robinier ou le mélèze.
Notons que les stavkirker de Norvège, églises entièrement en bois, sont toutes dotées de couvertures en bois dont certaines sont en place depuis des siècles. 

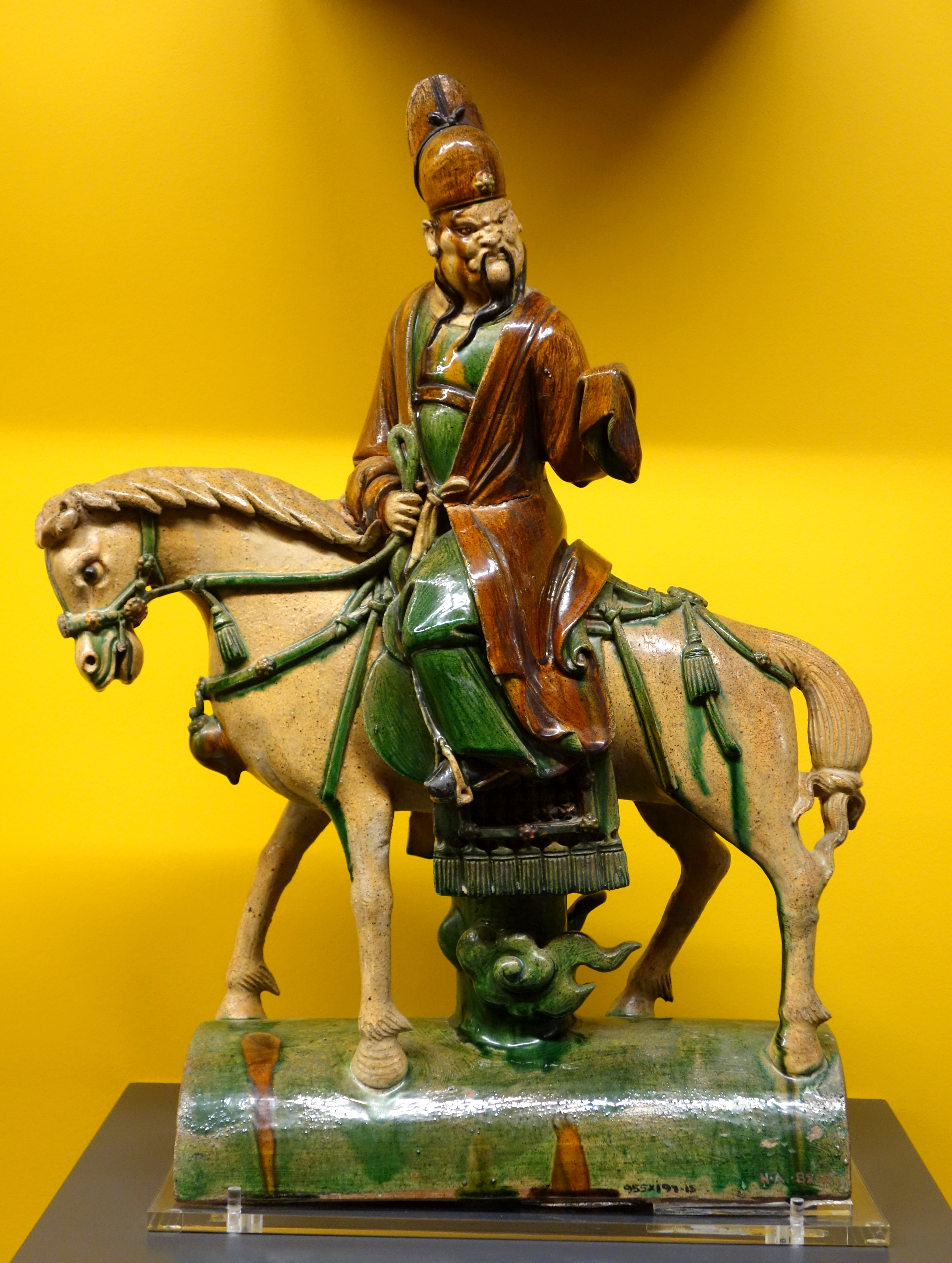
Tuile faîtière, Chine, Dynasties Ming et Qing,

## Tuiles accessoires
Il s'agit de tuiles dont la forme permet une finition de la toiture, comme le faîtage (tuiles faîtières), le contour de cheminée, les bordures (tuiles de rive), les demi-tuiles pour une pose « croisée », les tuiles chatières de ventilation, les tuiles à douille pour raccorder les conduits de ventilation (cuisine, salle de bain...), les tuiles en verre pour laisser pénétrer la lumière du jour dans certaines parties du toit, etc.

## Histoire
On trouve des mentions de tuiles dans les registres de compte du chantier du château de Peyrepertuse (1250-51) et de la fabrique de la cathédrale d'Autun (1294-95).

## Tuiles et environnement
Les tuiles et les briques cuites présentent de nombreux avantages environnementaux mais consomment une quantité significative d'énergie (avec émissions de gaz à effet de serre associées) pour leur séchage (30 % de la consommation d'énergie dans les tuileries industrielles) et cuisson.
De nombreux pays et entreprises veulent améliorer le bilan énergétique et environnemental des tuileries. Par exemple, le plan national français de réduction des émissions de gaz à effet de serre, limitait les émissions d'équivalent CO2 dues au secteur « briqueterie et tuilerie » à 1,34 Mt/an pour la période 2005–2007. La production augmentant de 2 % environ par an, ceci correspond à une réduction de 15 % des émissions de CO2. La FFTB (Fédération française des tuiles et briques), aidée par l’ADEME et l'UE dans un projet DIDEM Life ont visé à réduire de 30 % ce CO2 par séchage dans de l'air saturé en humidité pulsé à haute température.

## Innovations
Différents modèles de tuiles transparentes et/ou de bardeaux solaires ont été mis au point pouvant contribuer à l'autoconsommation et au développement de bâtiments à énergie positive. 
En 2008, Frédéric Marçais descendant de huit générations de couvreurs a inventé une tuile capable de transmettre la chaleur issue du rayonnement solaire vers un réseau caloporteur.
Les tuiles conservent une apparence ordinaire et sont réalisées à l'aide de matériaux traditionnels. Cette innovation a reçu la médaille d'or du salon des inventions de Genève en avril 2010.
Des travaux réalisés par l'université d'Évry-Val d'Essonne ont mis en évidence les performances thermiques. Ils ont été présentés lors de la conférence du «  Sustainable Intelligent Manufacturing » organisée par le polytechnic institut  of Leiria en juin et juillet 2011 . (Autre exemple, des tuiles de verre peuvent générer de 300 à 500 kWh/m2/an d'énergie thermique (récupérée par un fluide caloporteur sous-jacent) pour un coût évalué à 200 €/m²)
Des tuiles peuvent aussi être photovoltaïques ; en France, ImerysFranceWatts puis en 2013, SunPartner ont présenté leurs solutions dont Wysips. Aux États-Unis en 2016, Elon Musk de Tesla a présenté plusieurs modèles de tuiles et ardoises photovoltaïques esthétiquement très proches des tuiles ou ardoises traditionnelles .
En 2009, des ingénieurs récemment diplômés du MIT ont inventé une tuile modifiant son albédo pour passivement climatiser les bâtiments. Elle devient noire pour absorber la chaleur quand il fait froid et blanche pour renvoyer 80 % du rayonnement quand il fait chaud. Un polymère en solution est enfermé sous une couche de plastique transparent et au-dessus d'une couche noire ; le polymère reste en solution quand il fait froid, et il forme des gouttelettes blanches qui s'assemblent pour rendre la tuile blanche quand il fait chaud. Ses inventeurs estiment que cette tuile pourrait - sans autre source d'énergie - faire économiser 20 % des coûts de climatisation. Ces derniers ont annoncé aussi chercher à produire une peinture qui se comporterait de cette manière, pouvant être pulvérisée sur des toitures et murs existants.

## Expressions
- C'est la tuile ! : sur un toit, avec le temps, les tuiles peuvent casser sous l'effet de la grêle, du gel, d'une visite de la toiture, ou encore glisser. Il arrive qu'un morceau de tuile tombe sur un passant, d'où l'expression « c'est une tuile » (aussi « se prendre une tuile »), suggérant un malheur accidentel et inattendu.
- Tuile aux amandes : par analogie, gâteau sec en forme de tuile ronde, moulé à l'aide d'un rouleau à pâtisserie.